# Ozarkia alabama
Espèce
Synonymes
- Leptoneta alabama Gertsch, 1974
- Neoleptoneta alabama (Gertsch, 1974)

Ozarkia alabama est une espèce d'araignées aranéomorphes de la famille des Leptonetidae.

## Distribution
Cette espèce est endémique d'Alabama aux États-Unis. Elle se rencontre dans des grottes dans les comtés de Marshall, de Calhoun et de DeKalb.

## Description
Le mâle holotype mesure 1,6 mm et la femelle paratype 1,9 mm.

## Étymologie
Son nom d'espèce lui a été donné en référence au lieu de sa découverte, l'Alabama.

## Publication originale
- Gertsch, 1974 : The spider family Leptonetidae in North America. Journal of Arachnology, vol. 1, no 3, p. 145-203 (texte original).